# 哈特凱撒山
47°29′31″N 12°16′18″E / 47.49194°N 12.27167°E

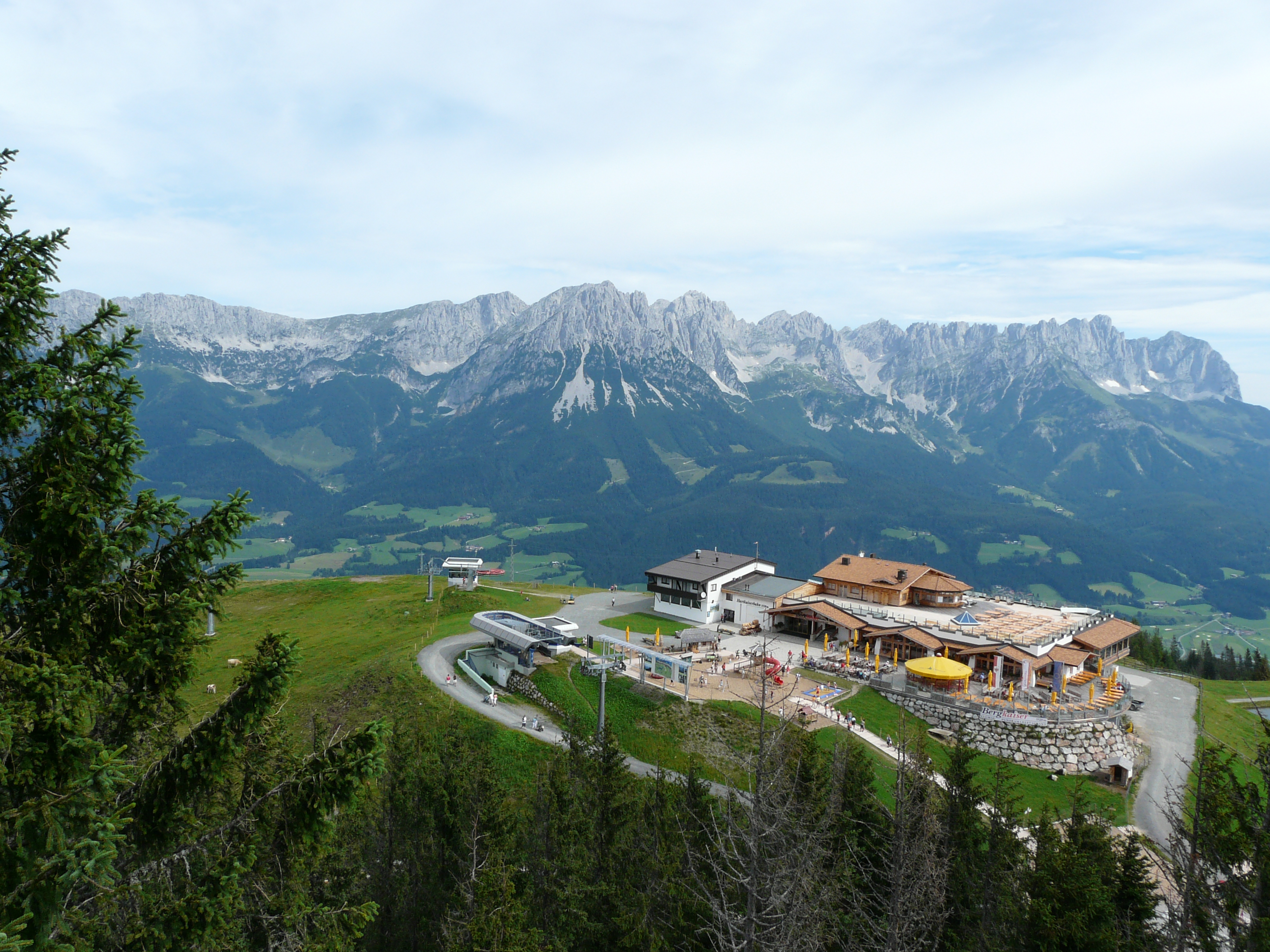

哈特凱撒山（德語：Hartkaiser），是奧地利的山峰，位於該國西部，由蒂羅爾州負責管轄，屬於基茨比爾阿爾卑斯山脈的一部分，該山峰海拔高度1,553米。